# Прапор Шотландії
Прапор Шотландії являє собою синє полотнище з білим (у геральдиці срібним) косим (Андріївським) хрестом. Шотландський прапор є одним з найдревніших національних прапорів у світі, його поява, згідно з легендами, сягає 832 року, коли король шотландців Ангус перед битвою з англосаксами побачив у небі знамення у вигляді X-подібного хреста, на якому, було розп'ято Андрія Первозваного. Шотландці у битві здобули перемогу, а зображення білого хреста на небесно-блакитному полі стало одним із символів Шотландії.
| Кольорова схема | Синій   | Білий   |
| --------------- | ------- | ------- |
| Pantone         | 300 C   | White   |
| Кольори HTML    | #005EB8 | #FFFFFF |